# 중화민국의 행정 구역
이 문서는 중화민국의 행정 구역에 대해서 다룬다.

## 행정 구역 단위
| 제1급            | 제2급                       | 제3급             | 제4급  | 제5급   |
| ---------------- | --------------------------- | ----------------- | ------ | ------- |
| 6 직할시(直轄市) | 6 직할시(直轄市)            | 170 구(區)        | 리(里) | 린(鄰)  |
| 2 성(省)         | 3 시(市) (“성할시(省轄市)”) | 170 구(區)        | 리(里) | 린(鄰)  |
| 2 성(省)         | 13 현(縣)                   | 12 현할시(縣轄市) | 리(里) | 린(鄰)  |
| 2 성(省)         | 13 현(縣)                   | 40 진(鎮)         | 리(里) | 린(鄰)  |
| 2 성(省)         | 13 현(縣)                   | 146 향(鄉)        | 촌(村) | 린(鄰)  |
| 22               | 22                          | 368               | 7,835  | 147,877 |

## 과거의 행정 구역
북양정부 시대였던 1912년부터 1928년까지 중화민국의 행정 구역은 22개 성(省), 4개 지방(地方), 4개 특별구(特別區), 3개 구역(區域)으로 구성되어 있었다. 1928년 국민정부 수립과 함께 러허 성(熱河省, 열하성), 차하얼 성(察哈爾省,  찰합이성), 쑤이위안성(綏遠省, 수원성), 시캉 성(西康省, 서강성), 닝샤 성(寧夏省, 영하성), 칭하이 성(靑海省, 청해성)이 신설되었다.
1945년 일본 제국의 괴뢰 국가였던 만주국이 중화민국에 흡수되면서 랴오베이 성(遼北省, 요북성), 안둥 성(安東省, 안동성), 허장 성(合江省, 합강성), 쑹장 성(松江省, 송강성), 넌장 성(嫩江省, 눈강성), 싱안 성(興安省, 흥안성)이 신설되었고 같은 해에 대만이 중화민국에 편입되면서 타이완 성(臺灣省, 대만성)이 신설되었다. 1949년에는 하이난 특별행정구가 신설되었다.
1946년 중화민국은 몽골의 독립을 승인했지만 1953년 중소 우호 동맹 조약이 파기되면서 독립 승인을 철회했다. 1949년까지 중화민국의 행정 구역은 35개 성(省), 2개 지방(地方), 1개 특별행정구(特別行政區), 12개 원할시(院轄市)로 구성되어 있었다.
1949년 국공 내전으로 인해 중화민국 정부가 대만으로 옮겨진 뒤에도 중화민국은 명목상 중국을 대표하는 유일한 정통 국가라고 주장했기 때문에 1949년 당시의 행정 구역은 그대로 남았다. 이들 행정 구역은 2005년을 기해 폐지되었다.

## 실효 통치 지역의 행정 구역

대만의 행정 구역

1949년 이후 중화민국 정부가 실효 통치하고 있는 지역(타이완 지구)의 행정 구역이다. 현재 성(省) 정부 기능은 사실상 폐지되어 직할시와 성할시는 동급으로 간주된다.

### 성
| 성       | 한자: 한자음   | 약칭 | 주                                                       |
| -------- | -------------- | ---- | -------------------------------------------------------- |
| 타이완성 | 臺灣省: 대만성 | 臺   | 타이완성은 1998년 12월 20일에 성 정부 기능이 정지되었다. |
| 푸젠성   | 福建省: 복건성 | 閩   | 푸젠성은 1996년 1월 15일에 성 정부 기능이 정지되었다.    |

### 직할시
| 직할시     | 한자: 한자음   | 영어            | 넓이 (km2) | 인구      | 구 | 청사 소재지     |
| ---------- | -------------- | --------------- | ---------- | --------- | -- | --------------- |
| 가오슝시   | 高雄市: 고웅시 | Kaohsiung City  | 2,946.2671 | 2,778,155 | 38 | 링야 구 펑산 구 |
| 신베이시   | 新北市: 신북시 | New Taipei City | 2,052.5667 | 3,963,970 | 29 | 반차오 구       |
| 타오위안시 | 桃園市: 도원시 | Taoyuan City    | 1,220.9540 | 2,092,977 | 13 | 타오위안 구     |
| 타이난시   | 臺南市: 대남시 | Tainan City     | 2,191.6531 | 1,883,844 | 37 | 안핑 구 신잉 구 |
| 타이베이시 | 臺北市: 대북시 | Taipei City     | 271.7997   | 2,700,091 | 12 | 신이 구         |
| 타이중시   | 臺中市: 대중시 | Taichung City   | 2,214.8968 | 2,716,497 | 29 | 시툰 구         |

### 현
| 현       | 한자: 한자음   | 영어              | 넓이 (km2) | 인구      | 현할시 | 진 | 향 | 청사 소재지 |
| -------- | -------------- | ----------------- | ---------- | --------- | ------ | -- | -- | ----------- |
| 난터우현 | 南投縣: 남투현 | Nantou County     | 4,106.4360 | 514,836   | 1      | 4  | 8  | 난터우 시   |
| 먀오리현 | 苗栗縣: 묘률현 | Miaoli County     | 1,820.3149 | 567,202   | 1      | 6  | 11 | 먀오리 시   |
| 신주현   | 新竹縣: 신죽현 | Hsinchu County    | 1,427.5369 | 536,954   | 1      | 3  | 9  | 주베이 시   |
| 윈린현   | 雲林縣: 운림현 | Yunlin County     | 1,290.8326 | 706,174   | 1      | 5  | 14 | 더우류 시   |
| 이란현   | 宜蘭縣: 의란현 | Yilan County      | 2,143.6251 | 458,880   | 1      | 3  | 8  | 이란 시     |
| 자이현   | 嘉義縣: 가의현 | Chiayi County     | 1,903.6367 | 525,579   | 2      | 2  | 14 | 타이바오 시 |
| 장화현   | 彰化縣: 장화현 | Changhua County   | 1,074.3960 | 1,292,226 | 1      | 7  | 18 | 장화 시     |
| 타이둥현 | 臺東縣: 대동현 | Taitung County    | 3,515.2526 | 224,719   | 1      | 2  | 13 | 타이둥 시   |
| 펑후현   | 澎湖縣: 팽호현 | Penghu County     | 126.8641   | 101,636   | 1      |    | 5  | 마궁 시     |
| 핑둥현   | 屏東縣: 병동현 | Pingtung County   | 2,775.6003 | 848,804   | 1      | 3  | 29 | 핑둥 시     |
| 화롄현   | 花蓮縣: 화련현 | Hualien County    | 4,628.5714 | 333,484   | 1      | 2  | 10 | 화롄 시     |
| 진먼현   | 金門縣: 금문현 | Kinmen County     | 151.6560   | 126,964   |        | 3  | 3  | 진청 진     |
| 롄장현   | 連江縣: 연강현 | Lienchiang County | 28.8000    | 12,528    |        |    | 4  | 난간 향     |

### 시
| 시     | 한자: 한자음   | 영어         | 넓이 (km2) | 인구    | 구 | 청사 소재지 |
| ------ | -------------- | ------------ | ---------- | ------- | -- | ----------- |
| 신주시 | 新竹市: 신죽시 | Hsinchu City | 104.1526   | 431,601 | 3  | 베이 구     |
| 자이시 | 嘉義市: 가의시 | Chiayi City  | 60.0256    | 270,858 | 2  | 둥 구       |
| 지룽시 | 基隆市: 기륭시 | Keelung City | 132.7589   | 373,340 | 7  | 중정 구     |

## 같이 보기
- 중화민국의 강역